# Chrysozephyrus paona
Chrysozephyrus paona is een vlinder uit de familie van de Lycaenidae. De wetenschappelijke naam van de soort is voor het eerst geldig gepubliceerd in 1915 door Harry C. Tytler.